# Adelodiscus
Adelodiscus is een monotypisch geslacht van schimmels uit de onderklasse Leotiomycetidae. Het bevat alleen de soort Adelodiscus philippinensis.